# Кунтимес
Кунтимес (каз. Күнтимес) — упразднённое село в Сарыкольском районе Костанайской области Казахстана. Входило в состав Златоустовского сельского округа. Код КАТО — 396237200. Упразднено в 2019 г.
В 15 км к западу находится озеро Улыканколь, в 12 км к западу Батсалыколь.

## Население
В 1999 году население села составляло 229 человек (125 мужчин и 104 женщины). По данным переписи 2009 года, в селе проживали 182 человека (91 мужчина и 91 женщина).